# Арабија (ћерка цара Јустина II)
Арабија (фл. 565. године) била је једина забележена ћерка византијског цара Јустина II  (р. 565–578. године) и царице Софије.

## Име и значење
Иако се помиње у неколико примарних извора, њено име је забележено само у Цариградској патрији . Име је генерално прихваћено као оригинално, иако је Кирил Манго изазвао неке сумње у својим делима.
Шахидова Византија и Арапи у шестом веку (1995) испитује импликације њеног имена. Чини се да је Арабија јединствено лично име, а чини се да ју је назвала њена пра тетка, царица Теодора, у знак захвалности арапском филарху Арети. Песма Ин лаудем Јустини минорис („У славу млађег Јустина“) Флавија Кресконија Корипа, примарни извор за крунисање њеног оца, примећује њену разлику од конвенционалног и угледног имена њене мајке,  указујући да је звучало чудно чак и савременику. 
Чини се да име има негативне конотације, јер су Византинци углавном сматрали Арапе варварима .  Слично срамотна имена за жене царске породице довела су до преименовања и пре и после живота Арабије, на пример, царице Елије Евдокије и Елије Анастасије, чија су оригинална имена (Атенаида и Ино) имала паганске конотације.  Међутим, у то време, Византијско царство је имало подређено арапско становништво у провинцијама Источне епархије, становништво које је прошло и хеленизацију и христијанизацију . Дакле, "арап" није преведен као "непријатељ" или "раидер". За непријатељске народе арапског порекла, извори користе израз „Сарацени“.
Шахид нагађа да име може имати неке везе са периодом рођења Арабије. Корип нас обавештава да је Арабија била удата жена када се њен отац попео на престо 565. године. Претпостављајући да има најмање двадесет година, Шахид сугерише да је то име могло бити изабрано да се допадне њеној пратетки царици Теодори (ум. 548. године), жени цара Јустинијана I (р. 527–565. године). Царица Теодора је била позната по подршци монофизитизму, док је њен муж био познат по активном прогону ове верске фракције. Један од Теодориних савезника и снажан присталица монофизитизма био је арапски филарх Ел-Харит ибн Џабала (Аретхас) из Гасанида . Арабија је можда добила име у част овог савеза, посебно имајући у виду Јустинову и Софијину приврженост монофизитизму у то време.

## Породица
Удала се за Бадуарија, са којим је можда имала ћерку Фирмину, што је потврђено у једном натпису из 564. године. Фразирање натписа је нејасно, садржи грчку реч која се може видети као „γενημενη“ или „γενομενη“ из Арабије. „γενημενη“ значи „рођен од“ и чинио би да фраза гласи „Фирмина, ћерка Арабије“, док „γενομενη“ значи „ко је постао“. Сирил Манго чита фразу као „Фирмина која је постала дадиља Арабије“.
Арабију је опевао Корип у својој песми молећи се са својом мајком 14. новембра 565. године: „На њеној светој страни ишла је њена прелепа ћерка, која је својом светлошћу могла да надмаши пун месец, равну мајци по висини, како сија у њој изглед, као леп са својим снежним образима. Очи јој пламте огњем, као код мајке“. Била је приказана у статуи у Милиону ; друга је вероватно била постављена у луци Софиана.

## Верско опредељење
Хагиографија Симеона Столпника Млађег тврди да је Арабија за време владавине свог оца патила од опседнутости демонима и да ју је светитељ излечио.